# Stake Beck
Der Stake Beck ist ein Wasserlauf im Lake District, Cumbria, England.
Der Stake Beck entsteht westlich des Thunacar Knott. Er fließt in nördlicher Richtung bis zu seiner Mündung den Langstrath Beck.

## Quelle
- Penrith & Keswick, Ambleside (= Landranger Map. Band 90). Ordnance Survey, Southampton 2011, ISBN 978-0-319-23206-4.